# Jacques-Auguste Delalain
Pour les articles homonymes, voir Delalain.
Jacques-Auguste Delalain, ou Delalain le jeune, est un imprimeur-libraire et éditeur français, né à Paris le 25 juillet 1774, et mort dans la même ville le 25 mai 1852 .

## Biographie
Jacques-Auguste Delalain est un imprimeur pour les livres de classe, d'éducation et de piété, en 1807. Fils du libraire parisien Nicolas-Augustin Delalain, il s'est établi libraire à Paris dès 1801 et imprimeur peu après. 
Il a racheté les fonds de Richard-Gontran Lallemant, imprimerie-libraire, et de Jean Racine, librairie à Rouen, où il exerce d'avril 1803 à décembre 1804, ayant cédé à Théodore Leclerc jeune sa librairie parisienne, qu'il reprend à son retour. À la mort d'Eugène Barbou, il a acheté son fonds de librairie classique avec ses héritiers et s'installe à son adresse, rue des Mathurins-Saint-Jacques. À partir de cette époque il s'est livré exclusivement à la publication de livres classiques élémentaires.
Il est breveté imprimeur le 1er avril 1811 et libraire le 1er octobre 1812. Ces brevets sont renouvelés respectivement les 15 octobre 1816 et 15 mars 1817.
Le 14 thermidor an IX (2 août 1801), la Bibliothèque nationale lui a acheté pour la somme de 300 livres un recueil de lettres de Voltaire à Frédéric II. L'année précédente, Delalain avait confié ces lettres à l'helléniste Jean-François Boissonnade (1772-1857).
Jean-Étienne-Judith Forestier Boinvilliers a écrit de nombreux livres de classe, des manuels de grammaire, des anthologies latine et française, ..., soit une centaine de livres en vingt ans publiés par Auguste Delalain.

## Famille
- Jean-Claude Delalain, notaire royal à Vitry-le-François ;
  - Nicolas-Augustin Delalain (1735-1806)[4],[5]. Il a été l'éditeur de l' Almanach des Muses, de Classiques français et du Dictionnaire d'histoire de Sabattier ;
    - Jacques-Nicolas Delalain (vers 1766-1815), ou Delalain aîné, libraire, graveur et fondeur de caractères, reçu libraire à Paris le 17 avril 1787[6] ;
    - Jacques-Auguste Delalain (1774-1852) marié à Paris, en 1809, avec Henriette Madeleine Nau de Champlouis ;
      - Auguste Henri Jules Delalain (1810-1877), imprimeur de l'Université, président de la chambre des imprimeurs de Paris , marié à Paris, en 1836, à Stéphanie Lagarde (1814-1875) ;
        - Henri Delalain, imprimeur à Paris ;

      - Léon Delalain, Léon de Lalain-Chomel (1812-1872), vice-président du tribunal de 1re instance de la Seine, chevalier de la Légion d'honneur en 1863[7] ;
        - Marie François Maurice de Lalain-Chomel (1844-1921), vice président du tribunal de la Seine, chevalier de la Légion d'honneur en 1920[8] ;
        - Marie Anne Elisabeth de Lalain-Chomel (1849-1887) mariée en 1872 à Raoul François Charles Le Mouton de Boisdeffre (1839-1919), chef d'État-Major général de l'Armée de 1893 à 1898, au déclenchement de l'affaire Dreyfus ;

      - Alfred Delalain (1820-1890) marié à Paris, en 1850, à  Élisabeth Camille Jouët (1831-1924)

    - Louis-Edme Delalain, imprimeur-libraire à Paris[9] ;

  - Louis-Alexandre Delalain (vers 1749-1798), imprimeur-libraire, reçu libraire le 25 mars 1777[10].